# Que me quiten lo bailao
Para la expresión ver que me quiten lo bailao.
«Que me quiten lo bailao» es una canción de la cantante gallega Lucía Pérez y compuesta por Rafael Artesero. Fue la canción representante de España en el Festival de la Canción de Eurovisión 2011, que tuvo lugar en Düsseldorf (Alemania). España entró directamente en la final del certamen, el día 14 de mayo, donde quedó en 23.er lugar.
El tema fue seleccionado de entre más de 1000 canciones por TVE y finalmente fue uno de los nueve temas finalistas. En la final de Destino Eurovisión, celebrada el 18 de febrero de 2011, de entre los tres temas que interpretó Lucía Pérez, el jurado escogió Que me quiten lo bailao. Posteriormente los votos de los telespectadores eligieron esta candidatura con el 68% de los votos frente al 20% de la segunda opción, y el 12% de la tercera.
En un principio, la canción iba a contar con una versión en inglés llamada: "I'm over the moon", sin embargo acabó cancelada por motivos desconocidos.

## Listas

### Semanales
| País   | Lista                         | Primera semana     | Posición de ingreso | Mejor posición | Semanas en la mejor posición | Semanas en la lista | Última semana      | Ref.  |
| ------ | ----------------------------- | ------------------ | ------------------- | -------------- | ---------------------------- | ------------------- | ------------------ | ----- |
| España | Top 50 Canciones (Promusicae) | 11 de mayo de 2011 | 19                  | 19             | 1                            | 3                   | 5 de junio de 2011 | [ 1 ] |